# Masazumi Harada
Masazumi Harada (原田 正純, Harada Masazumi, 14 septembre 1934 - 11 juin 2012) est un médecin japonais et  chercheur en médecine. Ses travaux les plus connus portent sur les effets de la maladie de Minamata, type de sévère intoxication au mercure apparue dans la ville de Minamata, préfecture de Kumamoto au cours des années 1950 et 1960. Ses publications comprennent la maladie de Minamata (水俣病, Minamata-byō) (1972) et Minamata Ga Utsusu Sekai (水俣が映す世界) (1989). Il meurt le 11 juin 2012 de leucémie myéloïde aiguë à son domicile de Kumamoto.

## Chronologie
- 1934 Naissance dans la préfecture de Kagoshima au Japon
- 1959 Diplômé du département de médecine de l'université de Kumamoto et commence des études de neuropsychologie
- 1972 Publication de Minamata-byō
- 1989 Publication de Minamata Ga Utsusu Sekai
- 1994 Reçoit le prix des 500 du programme des Nations unies pour l'environnement
- 1999 Quitte l'université de Kumamoto et rejoint l'université Kumamoto Gakuen (en)
- 2004 Publication de Minamata-byō sous le titre Minamata Disease
- 2012 Mort de leucémie

## Ouvrage publié en anglais
- Harada, Masazumi. (1972). Minamata Disease. Kumamoto Nichinichi Shinbun Centre & Information Center/Iwanami Shoten Publishers.  (ISBN 4-87755-171-9) C3036